# پائولا دی آندا
پائولا داچیا دی آندا (زاده ۳ نوامبر ۱۹۸۹) خواننده و ترانه‌سرای آمریکایی است. او اولین بار با اولین تک آهنگ خود، انجام بیش از حد که در جنوب غربی آمریکا محبوب شد، به شهرت رسید. او سپس این فرصت را به دست آورد تا برای کلایو دیویس تست بزند، که او را در همان‌جا با اریستا رکوردز قرارداد. اولین آلبوم او، پائولا دی آندا، در سال ۲۰۰۶ منتشر شد و شامل بیست آهنگ برتر بیلبورد ۱۰۰ بیلبورد با نام دور شو (مرا به خاطر بسپار) بود.
دی آندا در سن آنجلو، تگزاس، از والدین مکزیکی-آمریکایی، استیون و باربارا دیندا، مدیر کل رستوران و پرستار ثبت شده، متولد شد. او در شش سالگی شروع به خواندن درس‌های پیانو کرد و به زودی به توصیه معلم پیانو خود در مراسمی در اطراف شهر آواز خواند. او همچنین سرود ملی را در بازی‌های محلی فوتبال خواند. در سال ۲۰۰۲، خانواده دی آندا تصمیم گرفتند به کورپس کریستی نقل مکان کنند تا به پیشرفت حرفه او در موسیقی کمک کنند، زیرا کورپوس کریستی به عنوان یک مرکز موسیقی شهرت داشت. او در دبیرستان مری کارول تحصیل کرد.